# دوست‌داشتنی (فیلم)
دوست داشتنی (به هندی: Raanjhanaa) فیلمی محصول سال ۲۰۱۳ و به کارگردانی آناند ال. رای است. در این فیلم بازیگرانی همچون دنوش، سونام کاپور، سوارا بهاسکار، محمد زیشان ایوب، آبهای دئول ایفای نقش کرده‌اند.